# Nevidzany, Prievidza
Nevidzany este o comună slovacă, aflată în districtul Prievidza din regiunea Trenčín. Localitatea se află la altitudinea de 400 m deasupra n.m., se întinde pe o suprafață de 15,35 km2 și în 2017 număra 295 de locuitori.

## Istoric
Localitatea Nevidzany este atestată documentar din 1229.

## Demografie
| An:                | 1994 | 2004   | 2014   | 2024   |
| ------------------ | ---- | ------ | ------ | ------ |
| Număr de persoane: | 301  | 297    | 305    | 298    |
| Diferență:         |      | −1,32% | +2,69% | −2,29% |

| An:                | 2023 | 2024   |
| ------------------ | ---- | ------ |
| Număr de persoane: | 301  | 298    |
| Diferență:         |      | −0,99% |